# مركز اللغات (الجامعة الأردنية)

بوابة مركز اللغات في الجامعة الأردنية.

مركز اللغات في الجامعة الأردنية أحد مراكز تعليم اللغة العربية لغير الناطقين بها في الشرق الأوسط، وهو تابع للجامعة الأردنية في الأردن. تأسس المركز بمرسوم ملكي في العام 1979 لتقديم الخدمات لجميع المهتمين بتعلم اللغة العربية.
يتألف المركز من ثلاث وحدات أكاديمية ووحدة المختبرات والعديد من الزوايا الثقافية. كما يمكن للطلبة استخدام مرافق الجامعة كالمكتبة والمطاعم والمرافق الرياضية.

## شعب المركز
يتألف مركز اللغات في الجامعة الأردنية من ثلاث شعب هي شعبة اللغة العربية، وشعبة اللغة الإنجليزية، وشعبة اللغة العربية للناطقين بغيرها. حيث يدرس المركز موادّ اللغة العربية الاستدراكية ومهارات التواصل باللغة العربية، ومثل ذلك بالإنجليزية. كما يستقبل المركز أكثر من 300 طالب من 35 جنسية مختلفة في كل فصل دراسي.

## أعمال المركز

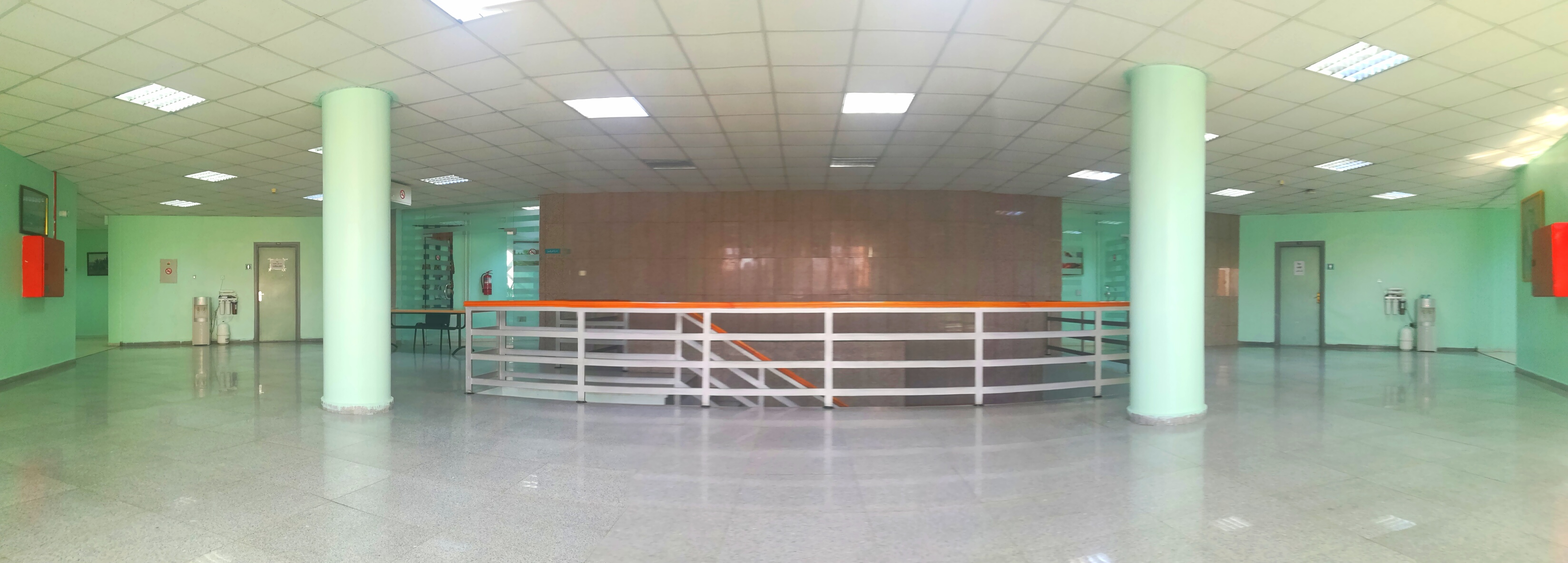
صورة من داخل الطابق الثاني بمركز اللغات.

يقدم المركز برنامجاً تدريبياً مكثفاً لتعليم اللغة العربية يتكون من ستة مراحل أساسية، وهنالك مرحلة سابعة متقدمة ولكنها اختيارية. كما يشرف المركز بالإضافة إلى تعليم اللغة العربية للناطقين بغيرها على اختبارات الكفاءة في مهارات الاتصال باللغة العربية والإنجليزية والتي تعقدها الجامعة للطلبة المستجدين في كل عام، بالإضافة إلى برامج مهارات الاتصال التي تقدم لطلبة الجامعة كمتطلبات إجبارية في جميع التخصصات.

## النشاطات الأخرى
يلعب المركز دوراً ثقافياً كبيراً حيث يساعد في تعريف الطلبة الأجانب على المجتمع الأردني وثقافته وتراثه وآثاره فينظم رحلات دورية إلى أشهر الأماكن الأثرية مثل البتراء ومادبا وجرش والعديد من المواقع المشهورة في الأردن مثل البحر الميت وحمامات ماعين.

## وصلاتخارجية
- الموقع الرسمي لمركز اللغات